# Novovjekovni brodolom kod Stambedra
Ostatci novovjekovnog brodoloma nalaze se kod otočića Štambedra, najjužnijeg otoka u skupini Paklenih otoka, kod grada Hvara.

## Opis
Na sjevernoj strani otočića Štambedra, na pješčanom dnu, nalaze se ostaci novovjekovnog brodoloma. Na pijesku su vidljiva dva željezna sidra i tri željezna topa. Dio opreme broda je još pod pijeskom, a tu su i drveni ostaci brodske konstrukcije. Brodolom se datira u 17-18. stoljeće.

## Zaštita
Pod oznakom Z-230 zaveden je kao nepokretno kulturno dobro - arheologija, pravna statusa zaštićena kulturnog dobra, klasificirano kao "podvodna arheološka zona/nalazište".

## Vanjske poveznice
- Prije 300 godina kod Paklinskih otoka potonuo je brod s misterioznim i bogatim putnikom. Sada su otkriveni novi dokazi...